# 東栄町 (会津若松市)
東栄町（ひがしさかえまち）は、福島県会津若松市の町名。丁番を持たない単独町名である。郵便番号は965-0872。

## 地理
会津盆地南東部に位置する会津地方の中心都市、会津若松市の北西部に位置する。若松地域に属し、市街地の中部、会津若松市役所周辺の地域を町域とする。周囲の地域とともに阿賀川の支流、湯川、溷川やその支流などにより形成された扇状地上に発達した会津若松市中心市街地の一部を形作る。東は城前、徒之町、西は西栄町、南は追手町、山鹿町、北は栄町、中町に接する。

## 歴史

### 地名の由来
町名は、町域が旧栄町の東部に当たることからとされる。

### 近世
江戸時代、会津藩により周辺が治められていた時代において、現在の東栄町周辺に東栄町という地名はなく、横通（よこどおり）など若松城（鶴ヶ城）下郭内の一部だった。横通は若松城下郭内のうち北部の地域で、宝積寺通、三日町通、六日町通、大町通、甲賀町通、桂林寺町通、諏訪通など南北八条の通りからなっていた。また、郭外との間に宝積寺口、南町口、甲賀町口などいくつかの門が設けられていた。その後、戊辰戦争により現在の東栄町付近は大きな被害を受ける。

### 近代
明治時代に入ると、江戸時代からの若松城下の町は再編され、本丁、米代、小田垣、横道、権現下郭に加えて、小田町、半兵衛町のそれぞれ一部（加えて外小田垣を含むとも考えられている）が合わさり、若松栄町となる。この町名は、戊辰戦争により周辺の地域が大きな被害を受けたため、以後栄えることを願い付けられたものされる。その後、1889年（明治22年）に町村制の施行により若松町内の町名となったほか、合わせて栄町の町名となり、1899年（明治32年）には若松町の市制施行により若松市の町名となる。

### 現代
1955年（昭和30年）、当時の若松市と高野村、一箕村、神指村、門田村、東山村、大戸村、湊村が合併、会津若松市となったことから、以後東栄町は同市の町名となる。その後、1960年代には会津若松市の住居表示が実施され、現在の東栄町周辺も対象となる。そして、1965年（昭和40年）、旧栄町の一部により東栄町が誕生する。
また、近年は会津若松市の交通バリアフリー基本構想に沿って東栄町付近を通過する国道118号等の整備が行われ、歩道の拡幅等が実施されている。

## 町名の変遷
| 実施後 | 実施年月日               | 実施前       |
| ------ | ------------------------ | ------------ |
| 東栄町 | 1965年（昭和40年）2月1日 | 栄町（一部） |

## 世帯数と人口
2017年（平成29年）8月1日現在の世帯数と人口は以下の通りである。
| 町丁   | 世帯数  | 人口  |
| ------ | ------- | ----- |
| 東栄町 | 287世帯 | 551人 |

## 交通

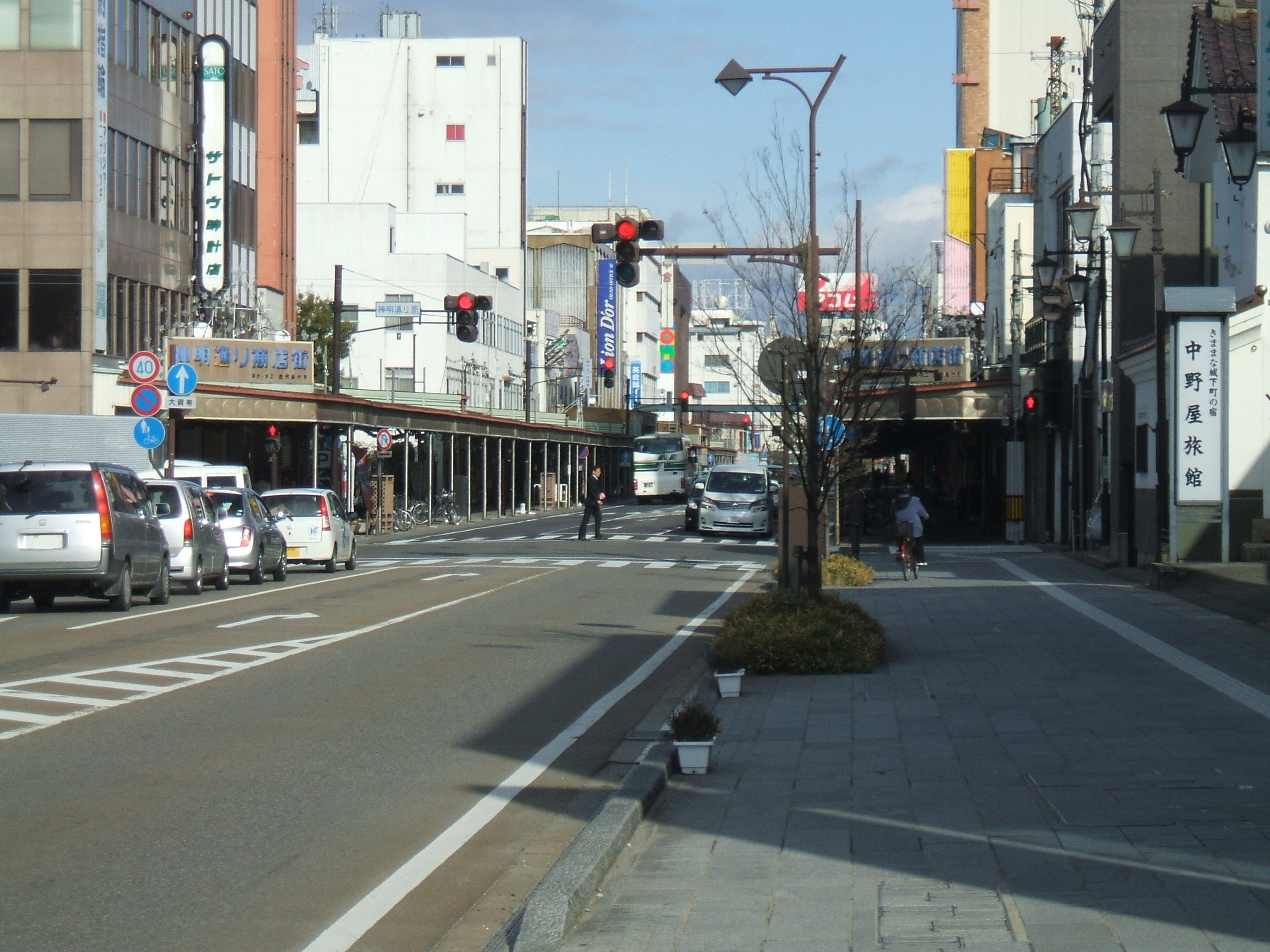
東栄町北部、北方向には神明通り（栄町、中町）が見える

### バス
町域西側を通る国道118号で会津乗合自動車によるバスが運行されている。また、観光向けのバス、「ハイカラさん」、「あかべぇ」も東栄町付近を経由している。

#### 系統
- 市内3コース
- 市内4コース
- 市内5コース
- 市内6コース
- 鶴ヶ城・飯盛山線
- 芦の牧線
- 原長谷川線
- ハイカラさん
- あかべぇ

- 塩川・喜多方線
- 熊倉・喜多方線
- 笈川線
- 年貢町経由永井野線
- リズム線

### 道路
- 国道118号
- 国道121号
- 国道401号
  - 国道121号、国道401号は国道118号との重複指定

## 施設
- 会津若松市役所
- 会津若松市立鶴城小学校
- 若松東栄町郵便局

## 神社、寺院、史跡、観光地など
- 会津酒造歴史館